# Giovanni Steffè
Giovanni Steffè (8. marts 1928 i Koper, død 19. oktober 2016 i Genova) var en italiensk roer, født i Trieste.
Steffè begyndte at ro i klubben CC Libertas, der lå i Slovenien. Imidlertid brød Titos milits ind i klubbens bådehus og beslaglagde bådene. Steffè skiftede derpå til den italienske klub Dopolavoro Ferroviario for at træne. Han vandt sammen med Aldo Tarlao og styrmand Alvino Grio EM-sølv i toer med styrmand ved EM 1947 i Luzern efter den ungarske båd.
Steffè deltog i samme bådtype ved OL 1948 i London. Bådens øvrige besætning var Aldo Tarlao og styrmand Alberto Radi. Italienerne vandt deres indledende heat foran danskerne Tage Henriksen, Finn Pedersen og Carl-Ebbe Andersen, og i semifinalen vandt de over en jugoslavisk båd. I finalen lagde italienerne bedst ud, men danskerne overhalede dem og endte med at vinde guld med et forspring på næsten tolv sekunder. Italienerne var dog endnu længere foran ungarerne på tredjepladsen og sikrede sig sølvmedaljerne.
Efter OL flyttede Steffè til Genova og indstillede sin aktive karriere. Han mødtes først igen med Tarlao i 2007 ved et møde for liguriske olympedianere.

## OL-medaljer
- 1948:  Sølv i toer med styrmand